# Isländischer Fußballpokal der Männer 1994
Der isländische Fußballpokal 1994 war die 35. Austragung des isländischen Pokalwettbewerbs der Männer. Pokalsieger wurde KR Reykjavík. Das Team setzte sich im Finale am 28. August 1994 im Laugardalsvöllur von Reykjavík gegen UMF Grindavík durch und qualifizierte sich damit für den Europapokal der Pokalsieger. Titelverteidiger ÍA Akranes schied im Viertelfinale gegen den späteren Sieger aus.

## Modus
Die Begegnungen wurden in einem Spiel ausgetragen. In den ersten zwei Runden nahmen Vereine ab der zweiten Liga abwärts teil. Die Mannschaften aus der ersten Liga starteten in der dritten Runde. Bei unentschiedenem Ausgang wurde das Spiel zunächst verlängert und gegebenenfalls durch Elfmeterschießen entschieden.

## 1. Runde
| Datum      |                 | Ergebnis |                   |
| ---------- | --------------- | -------- | ----------------- |
| 31.05.1994 | ÍF Grótta       | 2:4      | Fjölnir Reykjavík |
| 31.05.1994 | ÍF Framherjar   | 0:4      | Víðir Garði       |
| 01.06.1994 | UMF Víkingur    | 0:2      | HK Kópavogur      |
| 01.06.1994 | Ökkli Reykjavík | 2:3      | BÍ Ísafjörður     |
| 01.06.1994 | KF Smástund     | 3:2      | UMF Selfoss       |

## 2. Runde
| Datum      |                        | Ergebnis              |                                    |
| ---------- | ---------------------- | --------------------- | ---------------------------------- |
| 15.06.1994 | Huginn Seyðisfjörður   | 0:5                   | Höttur Egilsstaðir                 |
| 15.06.1994 | UMFS Dalvík            | 2:4                   | Völsungur Húsavík                  |
| 15.06.1994 | Hvöt Blönduós          | 2:2 n. V. (4:3 i. E.) | Magni Grenivík                     |
| 15.06.1994 | KS Siglufjarðar        | 11:00                 | þrymur Sauðárkrókur                |
| 15.06.1994 | Neisti Hofsós          | 0:2                   | UMF Tindastóll                     |
| 15.06.1994 | GG Grindavík           | 1:2                   | Leiknir Reykjavík                  |
| 15.06.1994 | Neisti Djúpivogur      | 6:2                   | UMF Sindri Höfn                    |
| 15.06.1994 | Haukar Hafnarfjörður   | 0:0 n. V. (2:4 i. E.) | Hamar Hveragerði                   |
| 15.06.1994 | BÍ Ísafjörður          | 5:1                   | Ármann Reykjavík                   |
| 15.06.1994 | Reynir Sandgerði       | 1:1 n. V. (9:8 i. E.) | Ægir þorlákshöfn                   |
| 15.06.1994 | UMF Einherji           | 5:4                   | KBS Fáskrúðsfjörður/Stöðvarfjörður |
| 15.06.1994 | þróttur Neskaupstaður  | 6:0                   | KVA Eskifjörður/Reyðarfjörður      |
| 15.06.1994 | ÍR Reykjavik           | 0:1                   | UMF Afturelding                    |
| 15.06.1994 | Smástund Vestmannaeyja | 1:1 n. V. (4:2 i. E.) | UMF Njarðvík                       |
| 15.06.1994 | HK Kópavogur           | 1:2                   | Víðir Garði                        |
| 16.06.1994 | Fjölnir Reykjavík      | 1:4                   | UMF Skallagrímur                   |

## 3. Runde
Teilnehmer: Die sechzehn Sieger der 2. Runde spielten alle zuhause. Zugelost wurden die zehn Vereine der 1. deild 1994, die zwei Absteiger der 1. deild 1993 und die vier Mannschaften, die die Saison 1993 in der zweiten Liga mit Platz drei bis sechs beendeten.
| Datum      |                        | Ergebnis              |                      |
| ---------- | ---------------------- | --------------------- | -------------------- |
| 28.06.1994 | Smástund Vestmannaeyja | 2:3                   | Víkingur Reykjavík   |
| 28.06.1994 | UMF Skallagrímur       | 2:2 n. V. (4:5 i. E.) | Leiftur Ólafsfjörður |
| 28.06.1994 | Völsungur Húsavík      | 0:4                   | UMF Grindavík        |
| 29.06.1994 | Hamar Hveragerði       | 0:5                   | Breiðablik Kópavogur |
| 29.06.1994 | þróttur Neskaupstaður  | 2:5                   | Fylkir Reykjavík     |
| 29.06.1994 | Víðir Garði            | 1:3                   | Fram Reykjavík       |
| 29.06.1994 | KS Siglufjarðar        | 2:4                   | ÍBV Vestmannaeyja    |
| 29.06.1994 | Hvöt Blönduós          | 0:2                   | KA Akureyri          |
| 29.06.1994 | UMF Tindastóll         | 0:3                   | þróttur Reykjavík    |
| 29.06.1994 | Leiknir Reykjavík      | 1:3                   | ÍA Akranes           |
| 30.06.1994 | BÍ Ísafjörður          | 1:5                   | UMF Stjarnan         |
| 30.06.1994 | UMF Afturelding        | 1:4                   | FH Hafnarfjörður     |
| 30.06.1994 | Reynir Sandgerði       | 0:1                   | þór Akureyri         |
| 30.06.1994 | UMF Einherji           | 0:5                   | KR Reykjavík         |
| 30.06.1994 | Neisti Djúpivogur      | 00:12                 | Valur Reykjavík      |
| 30.06.1994 | Höttur Egilsstaðir     | 0:2                   | Keflavík ÍF          |

## Achtelfinale
| Datum      |                      | Ergebnis              |                   |
| ---------- | -------------------- | --------------------- | ----------------- |
| 14.07.1994 | þróttur Reykjavík    | 3:4                   | ÍBV Vestmannaeyja |
| 14.07.1994 | Víkingur Reykjavík   | 4:6                   | þór Akureyri      |
| 14.07.1994 | Breiðablik Kópavogur | 0:0 n. V. (4:3 i. E.) | Keflavík ÍF       |
| 14.07.1994 | Leiftur Ólafsfjörður | 0:2                   | Fylkir Reykjavík  |
| 15.07.1994 | Valur Reykjavík      | 2:5                   | Fram Reykjavík    |
| 15.07.1994 | UMF Grindavík        | 2:2 n. V. (5:4 i. E.) | FH Hafnarfjörður  |
| 15.07.1994 | KA Akureyri          | 2:3                   | UMF Stjarnan      |
| 15.07.1994 | ÍA Akranes           | 0:1                   | KR Reykjavík      |

## Viertelfinale
| Datum      |                      | Ergebnis              |                   |
| ---------- | -------------------- | --------------------- | ----------------- |
| 24.07.1994 | þór Akureyri         | 4:1                   | Fram Reykjavík    |
| 25.07.1994 | Fylkir Reykjavík     | 1:3                   | UMF Stjarnan      |
| 25.07.1994 | Breiðablik Kópavogur | 1:2                   | KR Reykjavík      |
| 25.07.1994 | UMF Grindavík        | 0:0 n. V. (6:5 i. E.) | ÍBV Vestmannaeyja |

## Halbfinale
| Datum      |              | Ergebnis              |               |
| ---------- | ------------ | --------------------- | ------------- |
| 17.08.1994 | KR Reykjavík | 3:0                   | þór Akureyri  |
| 17.08.1994 | UMF Stjarnan | 3:3 n. V. (2:4 i. E.) | UMF Grindavík |

## Finale
| Paarung        | KR Reykjavík – UMF Grindavík |
| Ergebnis       | 2:0 (0:0) |
| Datum          | 28. August 1994 |
| Stadion        | Laugardalsvöllur, Reykjavík |
| Schiedsrichter | Eyjólfur Ólafsson |
| Tore           | 1:0 Rúnar Kristinsson (54.) 2:0 Einar Þór Daníelsson (73.) |
| KR Reykjavík   | Kristján Finnbogason – Óskar Þorvaldsson, Izudin Daði Dervic, Þormóður Árni Egilsson, James Pattison (56. Einar Þór Daníelsson) – Rúnar Kristinsson, Hilmar Björnsson, Sigurður Bjarni Jónsson, Tryggvi Guðmundsson – Heimir Guðjónsson, Salih Heimir Porca (85. Tómas Ingi Tómasson). Cheftrainer: Guðjón Þórðarson |
| UMF Grindavík  | Haukur Bragason – Hjálmar Hallgrimsson (65. Luca Kostić), Gunnar Már Gunnarsson (81. Páll Björnsson), Guðjón Ásmundsson, Milan Janković – þorsteinn Guðjónsson, þorsteinn Einarsson, Sigurður Sigursteinsson, þórarinn Kristjánsson – Ólafur Ingólfsson, Ingi Sigurðsson. Cheftrainer: Pálmi Hafþór Ingólfsson       |
| Gelbe Karten   | James Pattison, – keine |